# Mezőszombattelke
Mezőszombattelke (románul: Sâmboleni) település Romániában, Kolozs megyében.

## Fekvése
Kolozsvártól 49 km-re keletre, Nagysármástól 15 km-re északnyugatra, Pusztakamarás és Bárányvölgy közt fekvő település.

## Története
1228-ban említik először a források Zombathelek néven. Mező- előtagja először 1463-ban tűnik fel.
Középkori lakói katolikusok voltak és egy 1329-ből fennmaradt oklevél tanúsága szerint – mely határjárási helyneveket tartalmaz – magyarok. A település eredeti lakossága azonban korán elpusztult, mert 1462-ben már román jobbágyok lakták a települést.
A trianoni békeszerződésig Kolozs vármegye Mocsi járásához tartozott.

## Lakossága
1910-ben 784 lakosa volt, ebből 687 román, 75 cigány, 15 magyar és 7 német nemzetiségűnek vallotta magát.
2002-ben 699 lakosából 614 román, 83 cigány és 2 magyar volt.